# Jessica Boevers
Jessica Boevers Bogart (Highland Park, 25 agosto 1972) è un'attrice statunitense.

## Biografia
Figlia di Eileen e Jerry Boevers, Jessica Boevers ha studiato al conservatorio dell'Università di Cincinnati, laureandosi nel 1994. Nel 1996 ha fatto il suo debutto a Broadway nel musical di Stephen Sondheim A Funny Thing Happened on the Way to the Forum con Nathan Lane. Successivamente, la Boevers è tornata a Broadway nei ruoli di Belle ne La bella e la bestia, Eponine in Les Misérables (2000), Maureen Johnson in Rent, Ado Annie in Oklahoma! (2003) e In My Life (2005).
Nel 2008 ha recitato accanto Mark Rylance in un revival di Broadway della commedia farsesca Boeing-Boeing. Attiva anche nel circuito regionale, la Boevers ha recitato nel ruolo di Petra nel musical A Little Night Music alla New York City Opera (2003) e alla Los Angeles Opera (2004), mentre nel 2006 ha recitato con Patti LuPone e Laura Benanti in Gypsy: A Musical Fable a Ravinia. Dal 2016 al 2020 ha recitato a Broadway nel musical Dear Evan Hansen.
Jessica Boevers è sposata dal 2006 con l'attore Matt Bogart, di cui ha preso il nome.

## Filmografia

### Televisione
- Destini - serie TV, 1 episodio (1998)
- Strangers with Candy - serie TV, 1 episodio (2000)
- The Good Wife - serie TV, 1 episodio (2008)